# Tachyphyle hamata
Tachyphyle hamata là một loài bướm đêm trong họ Geometridae.